# Foster Farms
Foster Farms ist ein US-amerikanisches Geflügelunternehmen. Das Unternehmen befindet sich seit 1939 in Privatbesitz und wird von der Familie Foster betrieben. Das Unternehmen hat seinen Sitz in Livingston, Kalifornien, mit Betrieben an der gesamten Westküste und einigen wenigen an der Ostküste. Das Unternehmen hat sich auf eine Vielzahl von Hähnchen-, Geflügel- und Truthahnprodukten spezialisiert. Foster Farms hat einen Umsatz von 2,4–2,5 Milliarden USD.

## Salmonellen-Vorfall
Am 7. Oktober 2013 gab das US-Landwirtschaftsministerium eine Warnung der öffentlichen Gesundheit für rohes Hühnerfleisch heraus, das in drei Foster Farms-Anlagen in Kalifornien verpackt wurde, da in den letzten sechs Monaten 278 Menschen nach dem Konsum an antibiotikaresistenten Salmonella erkrankten. Der Ausbruch breitete sich auf 18 Bundesstaaten aus, obwohl die meisten der gemeldeten Erkrankungen in Kalifornien auftraten. Der USDA Food Safety and Inspection Service ordnete keinen Rückruf von Hähnchen aus diesen Einrichtungen an, da ihm die Befugnis dazu fehlte. Er stufte das Geflügel des Unternehmens als sicher für den Verzehr ein, solange es bei mindestens 74 Grad Celsius gegart wird. Das USDA stimmte zu, die betroffenen Geflügelfabriken geöffnet zu lassen, nachdem das Unternehmen zugestimmt hatte, Probleme zu beheben.